# Luis Mendes de Vasconcellos
Pour les articles homonymes, voir Vasconcellos.
Luis Mendes de Vasconcellos (vers 1543, à Évora, Portugal - 7 mars 1623 à La Valette, Malte) est le 55e grand maître[réf. incomplète] des Hospitaliers de l'ordre de Saint-Jean de Jérusalem.

## Biographie
Luis Mendes de Vasconcellos est le fils de Francisco Mendes de Vasconcelos et le frère cadet de Luís da Costa, serviteur d'Henrique du Portugal, et son épouse Isabel Paes de Oliveira, petit-fils paternel de Cristóvão Nunes da Costa, fournisseur de la Sainte Maison d'Evora, et de sa femme Catalina Mendes de Vasconcelos et petit-fils maternel de Niero de Payo Rodrigues de Villalobos et de Isabel de Olivera[réf. incomplète].
Il a servi un certain temps auprès de Juan d'Autriche, généralissime de la mer, fils naturel de l'empereur Charles Quint. C'est le prieur de Crato, D. António de Portugal, qui a examiné les preuves de noblesse de Luis Mendes de Vasconcellos et celui-ci a été accepté dans l'ordre de Saint-Jean de Jérusalem le 12 septembre 1571.
Le 1er avril 1572, il arrive à Malte pour faire ses caravanes.

## Sources bibliographiques
- Bertrand Galimard Flavigny, Histoire de l'ordre de Malte, Paris, Perrin, 2005  (ISBN 2-262-02115-5)
- António Pereira Lima, Acciones de la vida de sv Alteza Serenissima Fr. Lvis Mendez de Vasconcellos, Gran Maestro de la sagrada Religion de S. Iuam Baptista, del Hospital de Hierusalen, y del Sancto Sepulchro, Principe de las Islas Gozo, Malta, y Roges, Señor del Real Dominio de Tripoli, Lisbonne, Antonio Rodriguez d'Abreu, 1672